# NGC 2665
NGC 2665 ist eine Balken-Spiralgalaxie vom Hubble-Typ SBa im Sternbild Hydra südlich der Ekliptik. Sie ist schätzungsweise 68 Millionen Lichtjahre von der Milchstraße entfernt.
Das Objekt wurde im Jahre 1886 vom US-amerikanischen Astronomen Frank Muller entdeckt.